# (178151) Kulangsu
(178151) Kulangsu est un astéroïde de la ceinture principale.

## Description
(178151) Kulangsu est un astéroïde de la ceinture principale. Il fut découvert le 14 octobre 2006 à l'observatoire de Lulin (Taïwan) par Ye Quan-Zhi et Hong Qin Lin. Il présente une orbite caractérisée par un demi-grand axe de 3,12 UA, une excentricité de 0,07 et une inclinaison de 10,2° par rapport à l'écliptique.
Il est nommé d'après l'île de Gulangyu.